# پریموش گلیها
پریموش گلیها (انگلیسی: Primož Gliha؛ زادهٔ ۸ اکتبر ۱۹۶۷) یک بازیکن فوتبال اهل اسلوونی است. وی همچنین در تیم ملی فوتبال اسلوونی بازی کرده‌است.